# Corinna macra
Corinna macra là một loài nhện trong họ Corinnidae.
Loài này thuộc chi Corinna. Corinna macra được Ludwig Carl Christian Koch miêu tả năm 1866.